# SUSAT

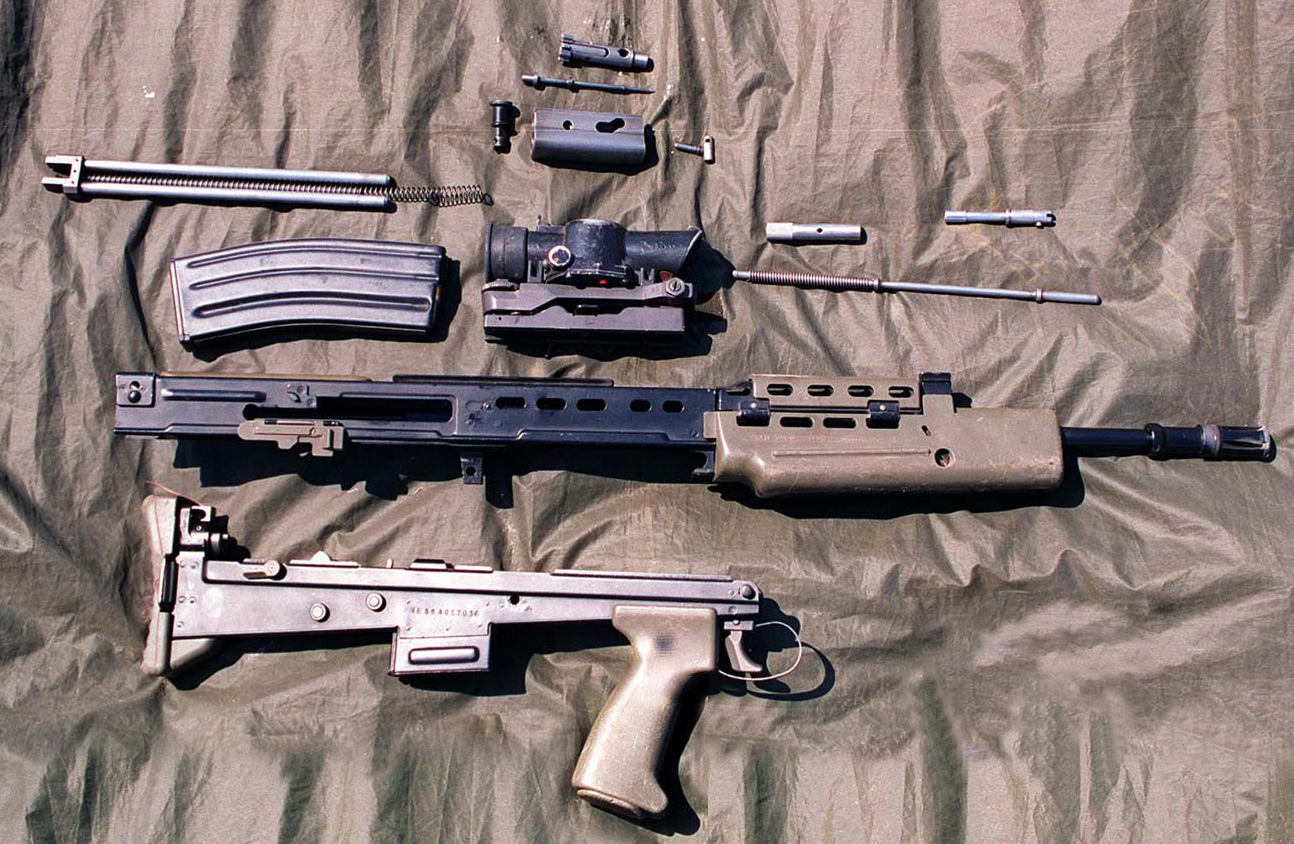
Разобранная L85A1 с прицелом SUSAT.

SUSAT — (англ. Sight Unit, Small Arms, Trilux прицельное приспособление для малого оружия с подсветкой «Трилюкс») — четырёхкратный оптический прицел. Полное название прицела — «SUSAT L9A1». Данный прицел был разработан для широкого применения на различном оружии всеми пехотинцами, а не только снайперами.

## История
Прицел SUSAT был разработан в Великобритании в Королевском центре по исследованию и развитию вооружений. Впервые был установлен на английской штурмовой винтовке SA-80.
Производится компанией Avimo, а также United Scientific Instruments.

## Характеристики
- Увеличение: 4-х кратное
- Угол обзора: 10°
- Фокус: от −0,75 до −1,25 диоптрии

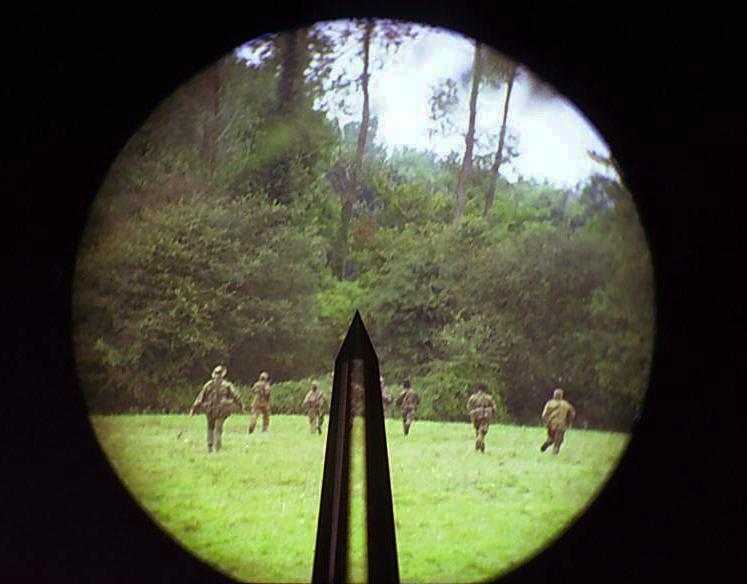
Вид через прицел SUSAT

- Эксплуатационная температура: от −46 °C до +71 °C

При недостатке внешнего освещения прицельный указатель подсвечивается встроенным источником тритиевой подсветки — лампой «Трилюкс». Каждые 8-12 лет источник следует менять, так как он постепенно теряет яркость вследствие радиоактивного распада.

## Эксплуатация
Используется в армиях Великобритании, Испании, Швеции, Омана и Камеруна.